# المعلافة (العدين)

تعديل مصدري - تعديل

المعلافة محلة تابعة لقرية المعبر، التابعة لعزلة عردن بمديرية العدين إحدى مديريات محافظة إب في الجمهورية اليمنية، بلغ تعداد سكانها 199 حسب تعداد اليمن لعام 2004.